# National Heritage Area

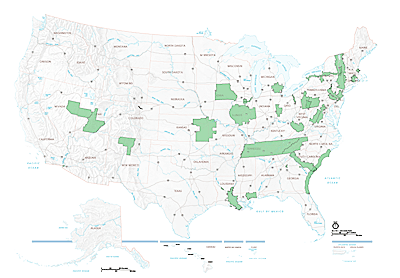
Karte der als National Heritage Area ausgewiesenen Gebiete

Als National Heritage Area (NHA) werden in den Vereinigten Staaten durch den Bundeskongress besondere Gebiete ausgewiesen, die unter dem Aspekt der Denkmalpflege besonderem Schutz unterstellt werden. Dies betrifft insbesondere Orte von geschichtlicher bzw. kulturhistorischer Bedeutung. Die Verwaltung der Schutzgebiete obliegt dem National Park Service (NPS).

## Hintergrund
Als National Heritage Area (NHA) werden Gebiete ausgewiesen, in denen natürliche, kulturelle und historische Bestandteile gemeinsam eine aus Sicht der Bundesregierung der Vereinigten Staaten bedeutende Landschaft bilden. Für die Ausweisung eines Gebiets bedarf es jeweils eines eigenen Bundesgesetzes, das der Kongress der Vereinigten Staaten beschließt.
Die NHAs sind keine Schutzgebiete im strengen Sinn, sondern werden unter anderem durch öffentlich-private Partnerschaften (ÖPP) betrieben und sind darauf ausgerichtet, mit den Bewohnern und Besuchern gemeinsam die jeweiligen historisch-kulturellen Schwerpunkte festzulegen und erlebbar zu machen.
Obwohl die Gebiete vom National Park Service verwaltet werden, befinden sie sich nicht in dessen Eigentum und werden auch nicht als Organisationseinheiten des NPS geführt. Der NPS sieht sich eher als Partnerorganisation der Schutzgebiete, für die er technische Unterstützung anbietet und an die er finanzielle Mittel des Bundes verteilt, die je nach Gebiet pro Jahr zwischen 150.000 und 750.000 US-Dollar betragen.

## Ökonomische Auswirkungen
Eine Analyse der Auswirkungen der NHAs auf die wirtschaftliche Leistungsfähigkeit der Schutzgebiete ergab, dass alle Gebiete zusammen jährlich 12,9 Mrd. US-Dollar zur Wirtschaftsleistung der Vereinigten Staaten beitragen. Sie bieten 148.000 Arbeitsplätze und tragen zum bundesweiten Steueraufkommen der USA jährlich mit 1,2 Mrd. US-Dollar bei. Dies wird insbesondere darauf zurückgeführt, dass die Verwaltungen der Gebiete eng mit örtlichen Dienstleistern und Unternehmen zusammenarbeiten. Eine wesentliche Einnahmequelle besteht im Tourismus.

## Liste der als National Heritage Area ausgewiesenen Gebiete
Aktuell existieren 49 National Heritage Areas:
| Nr. | Jahr | Bezeichnung                                                       | Bundesstaat(en)                                     |
| --- | ---- | ----------------------------------------------------------------- | --------------------------------------------------- |
| 1   | 1984 | Illinois & Michigan Canal National Heritage Corridor              | Illinois                                            |
| 2   | 1986 | John H. Chafee Blackstone River Valley National Heritage Corridor | Massachusetts / Rhode Island                        |
| 3   | 1988 | Delaware and Lehigh National Heritage Corridor                    | Pennsylvania                                        |
| 4   | 1988 | Southwestern Pennsylvania Heritage Preservation Commission        | Pennsylvania                                        |
| 5   | 1994 | Cane River National Heritage Area                                 | Louisiana                                           |
| 6   | 1994 | Quinebaug and Shetucket Rivers Valley National Heritage Corridor  | Connecticut / Massachusetts                         |
| 7   | 1996 | Cache La Poudre River Corridor                                    | Colorado                                            |
| 8   | 1996 | America’s Agricultural Heritage Partnership                       | Iowa                                                |
| 9   | 1996 | Augusta Canal National Heritage Area                              | Georgia                                             |
| 10  | 1996 | Essex National Heritage Area                                      | Massachusetts                                       |
| 11  | 1996 | Hudson River Valley National Heritage Area                        | New York                                            |
| 12  | 1996 | National Coal Heritage Area                                       | West Virginia                                       |
| 13  | 1996 | Ohio & Erie Canal National Heritage Corridor                      | Ohio                                                |
| 14  | 1996 | Rivers of Steel National Heritage Area                            | Pennsylvania                                        |
| 15  | 1996 | Shenandoah Valley Battlefields National Historic District         | Virginia                                            |
| 16  | 1996 | South Carolina National Heritage Corridor                         | South Carolina                                      |
| 17  | 1996 | Tennessee Civil War Heritage Area                                 | Tennessee                                           |
| 18  | 1998 | Automobile National Heritage Area                                 | Michigan                                            |
| 19  | 2000 | Erie Canalway National Heritage Corridor                          | New York                                            |
| 20  | 2000 | Lackawanna Valley Heritage Area                                   | Pennsylvania                                        |
| 21  | 2000 | Schuylkill River Valley National Heritage Area                    | Pennsylvania                                        |
| 22  | 2000 | Wheeling National Heritage Area                                   | West Virginia                                       |
| 23  | 2000 | Yuma Crossing National Heritage Area                              | Arizona                                             |
| 24  | 2003 | Blue Ridge National Heritage Area                                 | North Carolina                                      |
| 25  | 2004 | Mississippi Gulf National Heritage Area                           | Mississippi                                         |
| 26  | 2004 | National Aviation Heritage Area                                   | Ohio                                                |
| 27  | 2004 | Oil Region National Heritage Area                                 | Pennsylvania                                        |
| 28  | 2006 | Arabia Mountain National Heritage Area                            | Georgia                                             |
| 29  | 2006 | Atchafalaya National Heritage Area                                | Louisiana                                           |
| 30  | 2006 | Champlain Valley National Heritage Partnership                    | New York / Vermont                                  |
| 31  | 2006 | Crossroads of the American Revolution National Heritage Area      | New Jersey                                          |
| 32  | 2006 | Freedom’s Frontier National Heritage Area                         | Kansas / Missouri                                   |
| 33  | 2006 | Great Basin National Heritage Route                               | Utah / Nevada                                       |
| 34  | 2006 | Gullah/Geechee Cultural Heritage Corridor                         | North Carolina / South Carolina / Georgia / Florida |
| 35  | 2006 | Mormon Pioneer National Heritage Area                             | Utah                                                |
| 36  | 2006 | Northern Rio Grande National Heritage Area                        | New Mexico                                          |
| 37  | 2006 | Upper Housatonic Valley National Heritage Area                    | Massachusetts / Connecticut                         |
| 38  | 2008 | Abraham Lincoln National Heritage Area                            | Illinois                                            |
| 39  | 2008 | Journey Through Hallowed Ground National Heritage Area            | Virginia / West Virginia / Maryland / Pennsylvania  |
| 40  | 2008 | Niagara Falls National Heritage Area                              | New York                                            |
| 41  | 2009 | Baltimore National Heritage Area                                  | Maryland                                            |
| 42  | 2009 | Freedom’s Way National Heritage Area                              | Massachusetts / New Hampshire                       |
| 43  | 2009 | Northern Plains National Heritage Area                            | North Dakota                                        |
| 44  | 2009 | Kenai Mountains-Turnagain Arm National Heritage Area              | Alaska                                              |
| 45  | 2009 | Mississippi Hills National Heritage Area                          | Mississippi                                         |
| 46  | 2009 | Mississippi Delta National Heritage Area                          | Mississippi                                         |
| 47  | 2009 | Muscle Shoals National Heritage Area                              | Alabama                                             |
| 48  | 2009 | South Park National Heritage Area                                 | Colorado                                            |
| 49  | 2009 | Sangre de Cristo National Heritage Area                           | Colorado                                            |